# Divã a 2
Divã a 2 é um filme brasileiro de 2015, do gênero comédia romântica, dirigido por Paulo Fontenelle e estrelado por Vanessa Giácomo. O filme foi lançado em 14 de maio de 2015. Trata-se da sequência do aclamado Divã - O Filme, porém não possui relação com a história e os personagens apresentados no original.

## Sinopse
Eduarda (Vanessa Giácomo) é uma ortopedista bem sucedida, casada com o produtor de eventos Marcos (Rafael Infante) há 10 anos. Devido ao desgaste do relacionamento, eles resolvem fazer uma terapia de casal. Só que, durante as sessões, eles decidem se separar. É quando Eduarda conhece Leo (Marcelo Serrado), por quem fica interessada.

## Elenco
| Ator               | Papel                       |
| ------------------ | --------------------------- |
| Vanessa Giácomo    | Eduarda                     |
| Rafael Infante     | Marcos                      |
| Marcelo Serrado    | Léo                         |
| Fernanda Paes Leme | Isabel                      |
| Maurício Mattar    | Prof. Doutor Julio Oliveira |
| Totia Meirelles    | Cristina                    |
| George Sauma       | Guilherme Oliveira          |
| Fiuk               | Carlinhos                   |
| Raphael Viana      | Fernando                    |
| Gil Hernandez      | Ignácio                     |
| Isabelle Ribas     | Sophie                      |
| Davi de Oliveira   | Benjamin                    |
| Eline Porto        | Andréia                     |
| Mario José Paz     | Luiz                        |
| Mariana Brassaroto | Sheila                      |
| Natalia Soutto     | paciente do hospital        |
| Antonio Tabet      | Policial da Lei Seca        |
| Daniel Ávila       | homem na boate              |
| Pietro Mário       | velhinho no hospital        |
| Paula Frascari     | atendente do hotel          |